# Çorovoda

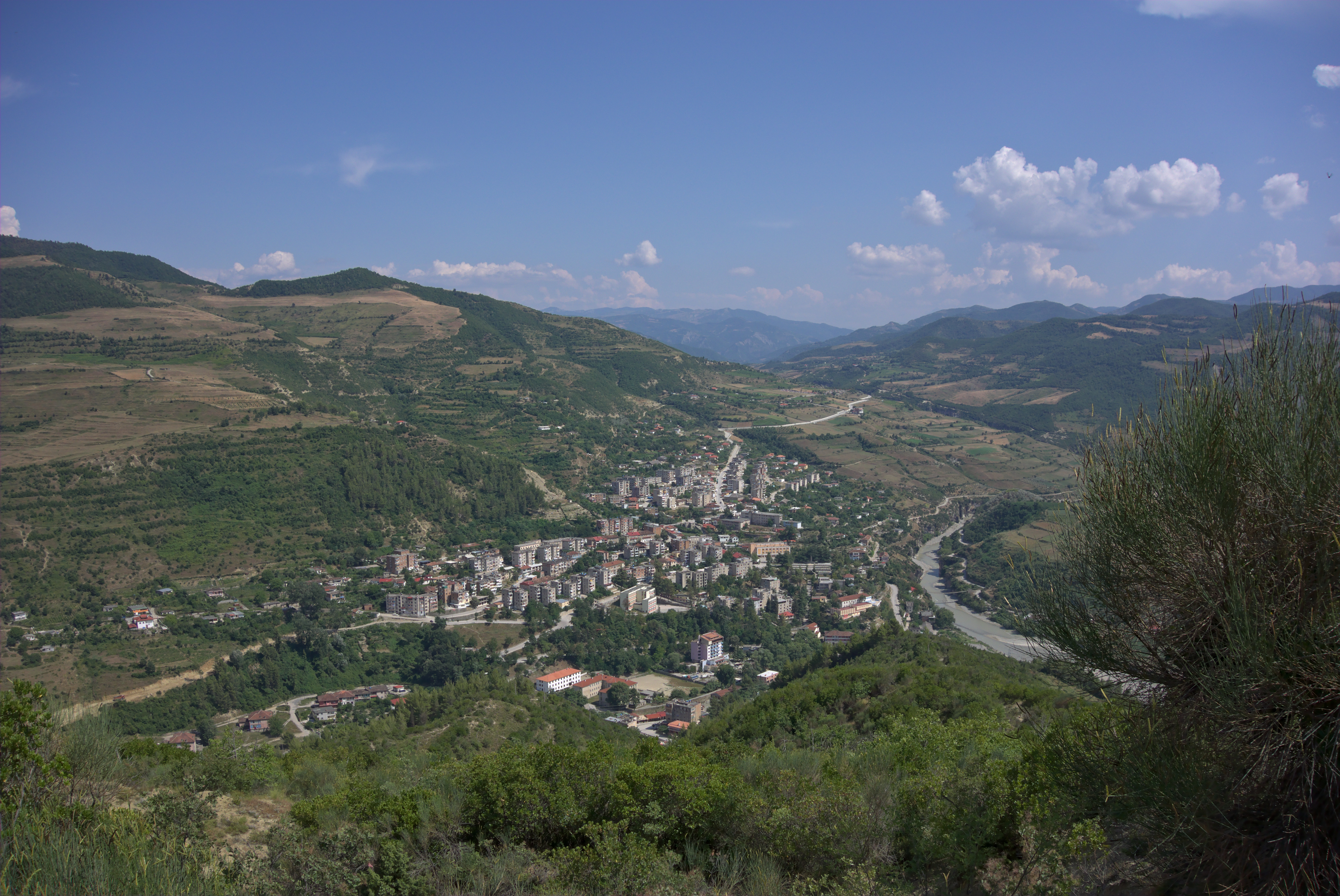

Çorovoda (albanska: Çorovodë med böjningsformen Çorovoda) är en stad i Beratprefekturen i södra Albanien med omkring 14 000 invånare (år 2006). Den är huvudort i Skrapardistriktet.
Namnet kommer av bulgariskans Черна вода, Tjerna voda, "svart vatten".
Staden är belägen på 300 meters höjd över havsnivån där Çorovodafloden uppgår i Osum, som söder om staden bildar en nästan 15 kilometer lång kanjon med på vissa ställen 100 meter höga klippor. Över Çorovodafloden går en gammal osmansk stenbro, Ura e Mesit, över vilken en viktig handelsrutt en gång gick. Idag är dock Çorovoda en återvändsgränd; en väg med bussförbindelse förbinder den med Berat i norr, men utöver detta går endast mindre grusvägar från staden till de omgivande byarna.